# گیدو کاریشو
گیدو مارسلو کاریشو (اسپانیایی: Guido Marcelo Carrillo‎؛ زادهٔ ۲۵ مهٔ ۱۹۹۱) بازیکن فوتبال اهل آرژانتین است.
از باشگاه‌هایی که در آن بازی کرده‌است می‌توان به استودیانتس، موناکو، ساوت‌همپتون و لگانیس اشاره کرد.